# Volební program
Volební program je soubor slibů politické strany voličům. Lze jej pokládat za návrh smlouvy s voliči, který určuje postoje a cíle, které chce subjekt po volbách uvést do praxe. Strana jej aktivně představuje voličům, do jejichž povědomí se snaží dostat. Program také působí na vnější profilaci strany.
Poměrný volební systém, kdy se obvykle po volbách utvářejí koalice více stran, může omezit vliv volebního programu. Volič pak počítá s tím, že volební program nebude dodržen v plném znění a může jej chápat jako pouhý pomocný indikátor pro posouzení budoucích koaličních vyjednávání.

## Typy programů
Kromě volebních programů existují ještě další typy programů:
- Základní program – definuje ideologický profil,[2] primární hodnotová východiska a dlouhodobé cíle strany.[6]
- Sektorový program – popisuje specifické problémy a navrhuje možná řešení.[4]

## Funkce
Volební programy podle Otto Eibla plní řadu funkcí:
- Propagační – oslovuje voliče a informuje je o prioritách strany a jejich stanoviscích k tématům, které jdou důležitá pro danou stranu nebo část voličů. Pomocí této funkce lze představit i nový politický subjekt.
- Profilační – strana se vymezuje vůči konkurenčním politickým subjektům.
- Agitační – strana se jím připravuje na konfrontaci s ostatní stranami na volebním trhu.

Podle Pavla Šaradína lze funkce dělit na:
- Integrační – volič si na základě volebního programu vybírá stranu, se kterou sdílí stejná stanoviska a názory na určitá témata.
- Dezintegrační – slouží k odlišení od konkurentů.
- Ideologická – poskytuje ideologické zázemí pro jednání do budoucnosti.